# Терас (Британска Колумбија)
Терас (енгл. Terrace) је град у Канади у покрајини Британска Колумбија. Према резултатима пописа 2011. у граду је живело 11.486 становника.

## Становништво
Према резултатима пописа становништва из 2011. у граду је живело 11.486 становника, што је за 1,5% више у односу на попис из 2006. када је регистровано 11.320 житеља.
| 2006.  | 2011.  |
| ------ | ------ |
| 11.320 | 11.486 |